# Heijmans Excelsior Damvereniging
Heijmans Excelsior Damvereniging is een damvereniging uit Rosmalen. Het eerste team van de vereniging speelt in de Hoofdklasse. De thuisbasis van de vereniging is Cultureel centrum De Biechten in Hintham.
De damvereniging is in 1926 opgericht. Enkele bekende (oud-)leden zijn Ton Sijbrands en Karen van Lith.
Atletiek: O.S.S.-VOLO · Badminton: Badminton Club Hercules · Basketbal: Heroes · The Black Eagles · Biljart: S-S&P De Dieze · Boogschieten: Handboogvereniging Prins Bernhard · Bowlen: Bowling Vereniging 's-Hertogenbosch · Dammen: Heijmans Excelsior · Darten: Bergen Darts Team · Café Lohengrin · Duivensport: De Zwaluw · Golf: GC BurgGolf Haverleij · Golf Club Bois le Duc · Golfclub Rosmalen · Hockey: Hockeyclub 's-Hertogenbosch · MHC Rosmalen · Honkbal: Gryphons · IJshockey: Red Eagles · Korfbal: RoDeBo · Petanque: Janboel 81 · Rugby: The Dukes · Schaken: HMC Den Bosch · De Kentering · Den Bosch Noord · Tafeltennis: TTV Never Despair · TTV De Kruiskamp'81 · Tennis: Bastion Baselaar · Tennisclub Maaspoort · Tennisclub Maliskamp · Tennisvereniging Rosmalen · Turnen: Flik-Flak · OJC Rosmalen · Voetbal: SV BLC · BVV · SV CHC · DBN '22 · FC Den Bosch · Emplina · FC Engelen · Maliskamp · OJC Rosmalen · RKJVV · RKKSV · RKVV Wilhelmina · Volleybal: Spirit · Waterpolo en zwemmen: De 's-Hertogenbossche Watervrienden · De Treffers Rosmalen